# Yuhi II
Pour les articles homonymes, voir Yuhi.
Yuhi II Gahima est un roi (mwami) du Rwanda qui régna dans la seconde moitié du XVIe siècle, après Mibambwe Ier. Il serait mort vers 1576 (+ ou - 16 ans).
Ndahiro II lui succéda.